# Academia Mexicana de la Lengua
La Academia Mexicana de la Lengua es una institución cultural en la Ciudad de México que cuida y difunde el buen uso de la lengua española. Celebró sus primeras sesiones el 13 de abril y el 11 de septiembre de 1875. A ella han pertenecido muchas de las más ilustres figuras de las letras y las ciencias mexicanas.
Esta institución organizó el I Congreso de Academias de la Lengua Española, que se celebró en la Ciudad de México en abril de 1951 y del que surgió, a través de su Comisión Permanente, la Asociación de Academias de la Lengua Española, confirmada durante el II Congreso, celebrado en Madrid entre el 22 de abril y el 2 de mayo de 1956.

## Finalidad
De acuerdo con lo establecido en sus estatutos, aprobados en sesión plenaria del 2 de diciembre de 1931, y según lo dispuesto en la escritura de constitución como asociación civil, de 1952, los fines de la Academia son los siguientes:
1. Velar por la conservación, la pureza y el perfeccionamiento de la lengua española.
2. Mantener una constante comunicación de carácter científico o literario con las academias e instituciones similares.
3. Formar y acrecentar su biblioteca, especialmente con aquellas obras científicas o literarias que mejor favorezcan el cumplimiento de los propósitos de la academia.
4. Fomentar y propagar el estudio de la lengua española mediante sesiones periódicas privadas; sesiones y conferencias públicas; congresos y cualesquiera otros actos propios de su instituto, pudiendo enviar delegados de su seno para llenar estos fines.
5. Resolver las consultas que le hagan las autoridades o los particulares.
6. Promover ante las autoridades o ante instituciones o individuos particulares todo aquello que favorezca la conservación, la pureza y el perfeccionamiento de la lengua española.

## Composición y funcionamiento
En sus comienzos, la Academia Mexicana de la Lengua constaba de trece miembros, elevándose después esa cifra a treinta y seis de número y treinta y seis correspondientes fuera de la Ciudad de México. De forma excepcional, puede incluir hasta cinco miembros honorarios, de México o del extranjero.
La mesa directiva está compuesta por un director, un director adjunto, un secretario, un secretario adjunto, un censor estatutario, un bibliotecario-archivero y un tesorero, elegidos todos de entre los académicos de número, por mayoría absoluta de votos de los académicos que concurran a la sesión en la cual se les elija, en escrutinio secreto.
La labor de la academia se realiza en junta, que celebra sus sesiones dos o más veces al mes. Las sesiones son privadas o públicas; las primeras pueden ser ordinarias o extraordinarias, y las públicas tienen el carácter de solemnes cuando la academia lo acuerde. El tipo de trabajos que se analizan y discuten en el seno de la junta son de carácter lexicográfico, lingüístico y literario.[cita requerida]
La Academia cuenta con una vasta biblioteca, que lleva el nombre de uno de sus miembros más eminentes, Alberto María Carreño, cuyo catálogo de consulta está disponible en línea. Su fondo inicial proviene de la adquisición de la que fue biblioteca del académico Alejandro Quijano. Con el transcurso de los años ha ido engrosando el número de sus obras con importantes aportaciones, como la del prestigioso jurista e intelectual Alberto Vásquez del Mercado, que donó a la institución una valiosa y amplia colección de obras históricas y literarias. A las entregas de libros publicados por los señores académicos se han agregado los envíos de la Real Academia Española, de las academias hispanoamericanas, de algunas empresas editoriales y de librerías, así como de entidades culturales oficiales y privadas.
En cumplimiento de sus objetivos, la Academia realiza de forma permanente estudios y actividades relacionados con las materias de su competencia, tanto en forma plenaria como a través de sus respectivas comisiones especializadas. De sus estudios dan cuenta sus diversas publicaciones, siendo las más importantes:

### Actividades y proyectos
Desde su creación, la labor de la academia se ha plasmado en la publicación de las Memorias y de un Anuario. En las Memorias aparecen los trabajos leídos por los miembros de la Academia en las sesiones y otros, que, a su juicio, puedan merecerlo. Cada tomo comienza con una reseña de los acontecimientos más importantes que hayan ocurrido desde la publicación del anterior y con la indicación del número de asistencias a las juntas que los académicos hayan tenido, y concluye con índices generales y alfabéticos.
Por su parte, en el Anuario se da noticia de los cambios en la lista de miembros de la academia.
Asimismo, se ha preocupado por la investigación de la utilización de la lengua española en México, labor que ha cristalizado en la publicación de distintas obras de consulta, de entre las que destacan las siguientes:
- El Diccionario geográfico universal (1997), que recoge los nombres en español de varias entidades geográficas del mundo y de sus adjetivos gentilicios. Se incluyen, a título informativo, los nombres en la lengua o las lenguas del país de que se trata, si se escriben normalmente con el alfabeto latino, así como latinizados si en su región se utiliza otro sistema de escritura.
- El Refranero mexicano (2004), que tiene su origen en un extenso proyecto que la academia emprendió con motivo de la conmemoración de su 125° aniversario. Después de un arduo trabajo, apareció el Índice de mexicanismos (2000), una extensa colección de refranes empleados en México desde principios del siglo XIX hasta la actualidad y que se ha convertido en referencia imprescindible para el estudio del español hablado en este país. A partir de este Índice nacieron dos obras: Diccionario breve de mexicanismos (2001), con 6 200 artículos lexicográficos, que incluyen palabras, locuciones e incluso varios elementos léxicos, de Guido Gómez de Silva; y Refranero mexicano Archivado el 24 de febrero de 2018 en Wayback Machine., producto de la investigación emprendida por numerosos investigadores de la academia.

- El Diccionario de mexicanismos (2010), en coedición con Siglo XXI Editores. La coordinación estuvo a cargo de Concepción Company Company. Fue presentado el 21 de noviembre de 2010 en la Sala Manuel M. Ponce del Palacio de Bellas Artes y el 29 de noviembre en la Feria Internacional del Libro de Guadalajara. Contiene 11 400 voces y 18 700 acepciones propias del léxico mexicano.[6]
- El Diccionario escolar (2012) fue redactado por José G. Moreno de Alba, Felipe Garrido y Rocío Mandujano Servín. Con la colaboración de la Secretaría de Educación Pública y la Comisión Nacional de Libros de Texto Gratuitos fueron publicados y distribuidos en su primera edición 1 800 000 ejemplares en papel y 400 000 en soporte electrónico. Esta obra fue totalmente elaborada por la Academia Mexicana de la Lengua y se puso a disposición de las academias hermanas de América para que sirva de base en la redacción de diccionarios, regionales o nacionales, en los países de la Hispanoamérica.[7]

En su vocación de constante adaptación a las nuevas tecnologías y en sintonía con la nueva sociedad de las comunicaciones, la Academia Mexicana de la Lengua ha incluido algunas de las obras anteriores en su página web para que puedan ser consultadas de forma interactiva, como parte de la Asociación de Academias de la Lengua Española. 
- El Corpus diatópico y diacrónico del español de América (CORDIAM) es un proyecto en desarrollo coordinado por Virginia Bertolotti (Universidad de la República, Montevideo) y Concepción Company Company (Academia Mexicana de la Lengua / Universidad Nacional Autónoma de México), cuyo objetivo es reunir textos no literarios en un corpus electrónico que permitirá hacer investigación diacrónica y diatópica sobre el español de América en los diferentes niveles de la lengua. Abarca, cronológicamente, desde 1496 hasta finales del siglo XIX, y geográficamente, los 19 países hispanohablantes de América, además de Estados Unidos (cuando eran parte de la Nueva España), Jamaica, Haití y Guyana. Es un corpus de libre acceso. Estará disponible en noviembre del 2014.[8]

## Académicos

### De número
Los miembros actuales de número de la Academia Mexicana de la Lengua son:
| Silla  | Ocupante | Miembro de número            | Lugar de nacimiento             | Fecha de elección        | Fecha de posesión | Observaciones                                                  |
| ------ | -------- | ---------------------------- | ------------------------------- | ------------------------ | --- | -------------------------------------------------------------- |
| I      | (9)      | Alejandro Higashi            | Ciudad de México                | 14 de agosto de 2014     | 10 de septiembre de 2015                                                                                              | Bibliotecario-archivero.                                       |
| II     | (6)      | Adolfo Castañón              | Ciudad de México                | 23 de octubre de 2003    | 10 de marzo de 2005                                                                                                   | Secretario                                                     |
| III    | (6)      | Patrick Johansson K.         | Rouen, Francia                  | 14 de enero de 2010      | 26 de agosto de 2010                                                                                                  |                                                                |
| IV     | (6)      | Tarsicio Herrera Zapién      | Churintzio, Michoacán           | 12 de mayo de 1983       | 9 de febrero de 1984                                                                                                  | Académico decano.                                              |
| V      | (7)      | Concepción Company Company   | Madrid, España                  | 23 de septiembre de 2004 | 10 de noviembre de 2005                                                                                               | Directora adjunta y Presidenta de la Comisión de Lexicografía. |
| VI     | (7)      | José Luis Díaz Gómez         | Ciudad de México                | 13 de junio de 2013      | 12 de junio de 2014                                                                                                   |                                                                |
| VII    | (10)     | Angelina Muñiz-Huberman      | Hyères, Francia                 | 14 de enero de 2021      | 18 de noviembre de 2021                                                                                               |                                                                |
| VIII   | (10)     | Fernando Fernández           | Ciudad de México                | 10 de noviembre de 2022  | 17 de agosto de 2023                                                                                                  |                                                                |
| IX     | (9)      | Fernando Serrano Migallón    | Ciudad de México                | 9 de febrero de 2006     | 28 de septiembre de 2006                                                                                              | Censor estatutario.                                            |
| X      | (7)      | Liliana Weinberg Marchevsky  | Buenos Aires, Argentina         | 23 de abril de 2020      | 19 de agosto de 2021                                                                                                  |                                                                |
| XI     | (7)      | Yolanda Lastra               | Ciudad de México                | 13 de junio de 2013      | 22 de mayo de 2014 |                                                                |
| XII    | (9)      | Roger Bartra                 | Ciudad de México                | 8 de noviembre de 2012   | 13 de febrero de 2014                                                                                                 |                                                                |
| XIII   | (9)      | Jorge Ruiz Dueñas            | Guadalajara, Jalisco            | 10 de enero de 2019      | 8 de octubre de 2019 Archivado el 12 de octubre de 2019 en Wayback Machine.                                           |                                                                |
| XIV    | (11)     | María Eugenia Vázquez Laslop | Ciudad de México                | 23 de abril de 2023      | 4 de abril de 2024 |                                                                |
| XV     | (6)      | Eduardo Matos Moctezuma      | Ciudad de México                | 26 de junio de 2014      | 15 de mayo de 2015 |                                                                |
| XVI    | (7)      | Diego Valadés Ríos           | Mazatlán, Sinaloa               | 12 de agosto de 2004     | 25 de agosto de 2005                                                                                                  |                                                                |
| XVII   | (5)      | Felipe Garrido               | Guadalajara, Jalisco            | 25 de septiembre de 2003 | 9 de septiembre de 2004                                                                                               | Tesorero y Presidente de la Comisión de Consultas.             |
| XVIII  | (7)      | Hugo Hiriart                 | Ciudad de México                | 25 de octubre de 2012    | 8 de mayo de 2014 |                                                                |
| XIX    | (4)      | Jesús Silva-Herzog Márquez   | Ciudad de México                | 26 de septiembre de 2013 | 11 de septiembre de 2014                                                                                              |                                                                |
| XX     | (3)      | Germán Viveros Maldonado     | Ciudad de México                | 13 de octubre de 2011    | 13 de octubre de 2011                                                                                                 |                                                                |
| XXI    | (3)      | Ascensión Hernández Triviño  | Villanueva de la Serena, España | 23 de agosto de 2007     | 22 de enero de 2009                                                                                                   |                                                                |
| XXII   | (5)      | Carlos Prieto Jacqué         | Ciudad de México                | 13 de enero de 2011      | 26 de enero de 2012                                                                                                   |                                                                |
| XXIII  | (4)      | Fernando Nava López          | León, Guanjauato                | 8 de junio de 2017       | 26 de abril de 2018 (enlace roto disponible en Internet Archive; véase el historial, la primera versión y la última). |                                                                |
| XXIV   | (3)      | Margit Frenk                 | Hamburgo, Alemania              | 28 de enero de 1993      | 23 de noviembre de 1993                                                                                               |                                                                |
| XXV    | (5)      | Julieta Fierro Gossman       | Ciudad de México                | 24 de julio de 2003      | 26 de agosto de 2004                                                                                                  |                                                                |
| XXVI   | (4)      | Gonzalo Celorio Blasco       | Ciudad de México                | 22 de junio de 1995      | 17 de octubre de 1996                                                                                                 | Director                                                       |
| XXVII  | (3)      | Jaime Labastida Ochoa        | Los Mochis, Sinaloa             | 13 de noviembre de 1997  | 2 de abril de 1998 |                                                                |
| XXVIII | (5)      | Pedro Martín Butragueño      | Madrid, España                  | 10 de septiembre de 2015 | 27 de octubre de 2016                                                                                                 |                                                                |
| XXIX   | (4)      | Javier Garciadiego           | Ciudad de México                | 13 de septiembre de 2012 | 9 de mayo de 2013 |                                                                |
| XXX    | (3)      | Marina Garone Gravier        | Santa Fe, Argentina             | 14 de septiembre de 2023 | 17 de octubre de 2024                                                                                                 |                                                                |
| XXXI   | (3)      | Vicente Quirarte             | Ciudad de México                | 12 de septiembre de 2002 | 19 de junio de 2003                                                                                                   |                                                                |
| XXXII  | (5)      | Mauricio Beuchot             | Torreón, Coahuila               | 27 de noviembre de 1997  | 21 de mayo de 1998 |                                                                |
| XXXIII | (5)      | Rodrigo Martínez Baracs      | Ciudad de México                | 28 de febrero de 2019    | 25 de febrero de 2020                                                                                                 |                                                                |
| XXXIV  | (5)      | Silvia Molina                | Ciudad de México                | 26 de junio de 2014      | 27 de abril de 2017                                                                                                   |                                                                |
| XXXV   | (3)      | Margo Glantz                 | Ciudad de México                | 26 de octubre de 1995    | 21 de noviembre de 1996                                                                                               |                                                                |
| XXXVI  | (5)      | Rosa Beltrán                 | Ciudad de México                | 12 de junio de 2014      | 28 de enero de 2016                                                                                                   |                                                                |

### Corresponsales

#### Nacionales
| Miembro correspondiente          | Fecha de elección       | Correspondiente en             | Miembro correspondiente      | Fecha de elección        | Correspondiente en        |
| -------------------------------- | ----------------------- | ------------------------------ | ---------------------------- | ------------------------ | ------------------------- |
| Alfonso Pérez Romo               | 25 de junio de 2020     | Aguascalientes, Aguascalientes | José Luis Rivas              | 14 de noviembre de 2013  | Xalapa, Veracruz          |
| Benjamín Valdivia                | 24 de agosto de 2000    | Guanajuato, Guanajuato         | José María Muriá             | 29 de noviembre de 2018  | Guadalajara, Jalisco      |
| Briceida Cuevas Cob              | 10 de mayo de 2012      | Calkiní, Campeche              | Juan Gregorio Regino         | 8 de junio de 2016       | Oaxaca, Oaxaca            |
| David Piñera                     | 13 de agosto de 2020    | Tijuana, Baja California       | Manuel Sol Tlachi            | 23 de noviembre de 1995  | Xalapa, Veracruz          |
| Eligio Moisés Coronado           | 7 de octubre de 2021    | La Paz, Baja California Sur    | Miguel Antonio Güémez Pineda | 10 de mayo de 2012       | Mérida, Yucatán           |
| Élmer Mendoza                    | 26 de abril de 2012     | Culiacán, Sinaloa              | Natalio Hernández            | 12 de septiembre de 2013 | Veracruz, Veracruz        |
| Francisco Javier Beltrán Cabrera | 16 de noviembre de 2016 | Toluca, Estado de México       | Óscar Oliva                  | 17 de agosto de 2018     | Tuxtla Gutiérrez, Chiapas |
| Gabriel Trujillo Muñoz           | 23 de junio de 2011     | Mexicali, Baja California      | Raúl Arístides Pérez Aguilar | 11 de abril de 2013      | Chetumal, Quintana Roo    |
| Gloria Vergara Mendoza           | 8 de septiembre de 2011 | Colima, Colima                 | Raúl Arroyo                  | 21 de noviembre de 2019  | Pachuca, Hidalgo          |
| José de Jesús Sampedro           | 25 de junio de 2020     | Zacatecas, Zacatecas           | Rogelio Guedea               | 11 de abril de 2019      | Colima, Colima            |

#### En el extranjero
| Miembro correspondiente    | Fecha de elección     | Correspondiente en                       | Miembro correspondiente  | Fecha de elección     | Correspondiente en                |
| -------------------------- | --------------------- | ---------------------------------------- | ------------------------ | --------------------- | --------------------------------- |
| Antonio Muñoz Molina       | 11 de febrero de 2021 | Madrid, España                           | Juan Jesús Armas Marcelo | 11 de febrero de 2021 | Madrid, España                    |
| Darío Jaramillo Agudelo    | 26 de agosto de 2021  | Bogotá, Colombia                         | Leonardo Padura          | 14 de enero de 2021   | La Habana, Cuba                   |
| Elías Trabulse             | 24 de mayo de 2001    | San Diego, California, Estados Unidos    | Luce López-Baralt        | 24 de junio de 2021   | San Juan, Puerto Rico             |
| Francisco Moreno Fernández | 24 de mayo de 2018    | Cambridge, Massachusetts, Estados Unidos | Robert A. Verdonk        | 25 de junio de 2020   | Amberes, Bélgica                  |
| Guillermo Sheridan         | 27 de marzo de 2014   | Seattle, Washington, Estados Unidos      | Roberto A. Galván        | 25 de mayo de 2006    | San Marcos, Texas, Estados Unidos |
| Ignacio Bosque             | 11 de febrero de 2021 | Madrid, España                           | Sergio Ramírez           | 14 de enero de 2021   | Managua, Nicaragua                |
| José Luis Ramírez Luengo   | 11 de febrero de 2021 | Madrid, España                           |                          |                       |                                   |